# Jahnstraße 15 (Rüdenhausen)

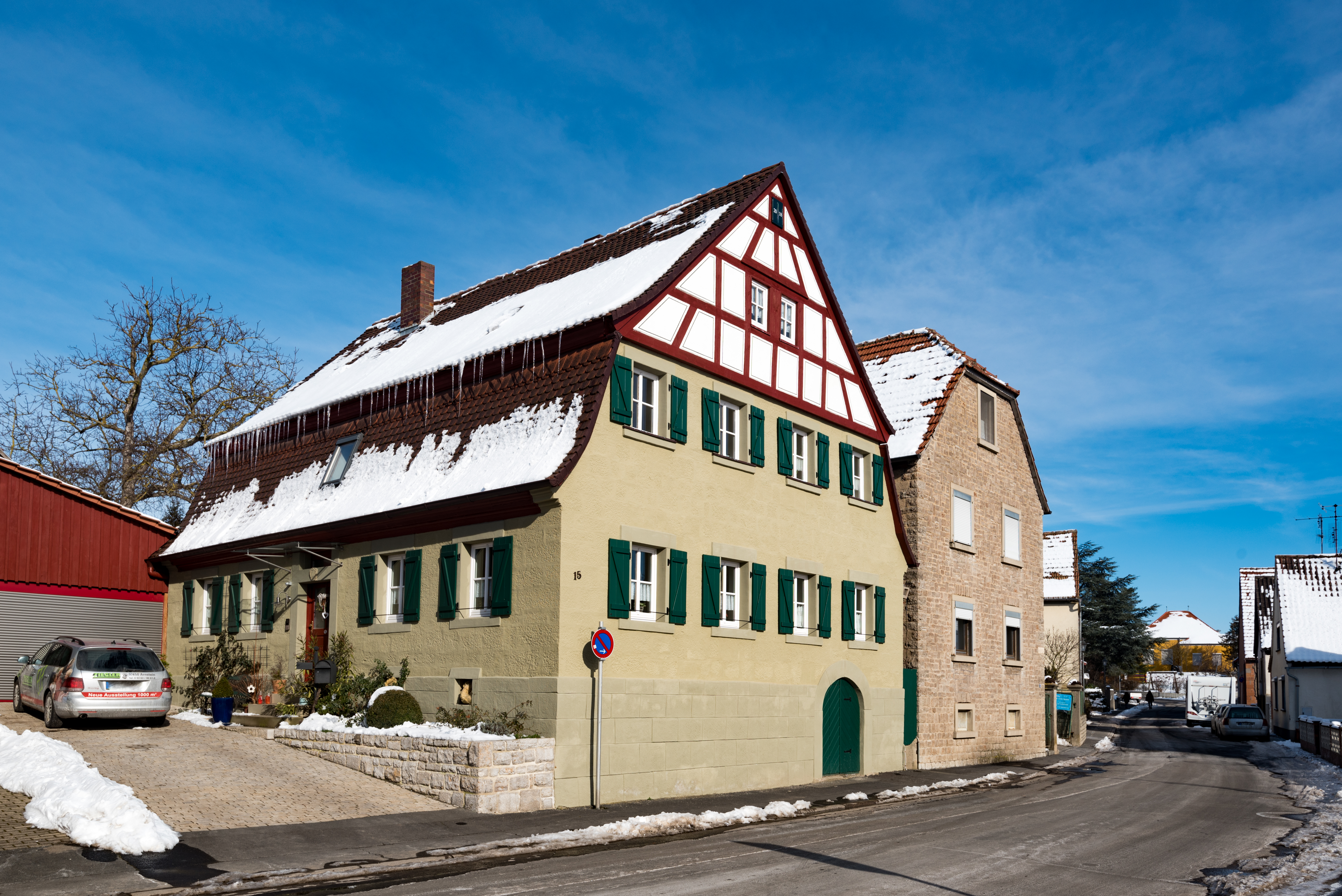
Das Haus Jahnstraße 15

Das Haus Jahnstraße 15 (früher Hausnummer 18) ist ein denkmalgeschütztes Gebäude in der unterfränkischen Gemeinde Rüdenhausen im Landkreis Kitzingen.

## Geschichte
Das Haus in der Jahnstraße 15 war ursprünglich Teil eines benachbarten Grundstücks. Bis ins 19. Jahrhundert teilten sich die Häuser Nr. 18 und 19, die heutigen Hausnummer Jahnstraße 13 und 15 die Fläche. Das Haus in der Jahnstraße 15 wurde im Jahr 1793 von Moritz Fürst erbaut. Im Jahr 1827 erwarb der Rüdenhäuser Schneidermeister Andreas Schwab beide Anwesen als Wohnhaus für sich und seine Familie. Erst im Jahr 1849 erfolgte die Aufteilung des Grundstücks. Während Nr. 19 in Privatbesitz verblieb, gelangte das Haus Nr. 18 an die Gemeinde Rüdenhausen. Diese richtete hier ein Armenhaus ein.
In den folgenden Jahrzehnten lebten im Haus verschiedene Familien, die von der Gemeinde unterstützt wurden. Die Nutzung des Hauses änderte sich erst mit der sogenannten Machtergreifung der Nationalsozialisten. Im Jahr 1933 wurde das Anwesen zum Treffpunkt der Hitlerjugend in Rüdenhausen umfunktioniert. Diese Nutzung blieb bis zum Kriegsende bestehen, anschließend richtete die Gemeinde wieder ein Armenhaus in den Räumlichkeiten ein. Durch einen Brand zu Beginn der 2000er Jahre war das Haus einige Jahre unbewohnbar. 2006 gelangten die Familien Kraus und Hüßner an das Haus.

## Beschreibung
Das Haus präsentiert sich als eingeschossiger Satteldachbau, der giebelständig zur Jahnstraße hin errichtet wurde. Es wird vom Bayerischen Landesamt für Denkmalpflege als Baudenkmal eingeordnet. Das Haus wurde aus schlichten Sandsteinquadern errichtet und besitzt einen freigelegten Fachwerkgiebel. Besonders auffällig ist das tief heruntergezogene Mansardgiebeldach, durch das ein zweigeteiltes Dachgeschoss existiert. Während das Hauptportal an der Traufseite zu finden ist, wurde zur Straße hin ein Kellerabgang errichtet, der durch seinen Rundbogen auffällt. 